# Падерне (Мелгасу)
Падерне (порт. Paderne) — район (фрегезия) в Португалии, входит в округ Виана-ду-Каштелу. Является составной частью муниципалитета Мелгасу. По старому административному делению входил в провинцию Минью. Входит в экономико-статистический субрегион Минью-Лима, который входит в Северный регион. Население составляет 1235 человек на 2001 год. Занимает площадь 13,56 км².